# Meulaboh
Meulaboh er en indonesisk by på vestkysten af øen Sumatra med 64.646 (2020) indbyggere. Den ligger i Aceh 175 km sydøst for Banda Aceh. 
Byen blev hårdt ramt af tsunamikatastrofen den  26. december 2004. Man regner med, at 40.000 ud af byens 120.000 indbyggere mistede livet i katastrofen.[kilde mangler]